# Montecristo Playa Grande
Montecristo Playa Grande är en ort i Mexiko.   Den ligger i kommunen Huixtla och delstaten Chiapas, i den sydöstra delen av landet, 800 km sydost om huvudstaden Mexico City. Montecristo Playa Grande ligger 211 meter över havet och antalet invånare är 334.
Terrängen runt Montecristo Playa Grande är varierad. Runt Montecristo Playa Grande är det ganska tätbefolkat, med 104 invånare per kvadratkilometer. Närmaste större samhälle är Huixtla, 8,4 km sydost om Montecristo Playa Grande. I omgivningarna runt Montecristo Playa Grande växer i huvudsak städsegrön lövskog.